# Рудьев, Василий Михайлович
Василий Михайлович Рудьев (рум. Vasile Rudiev) — бессарабский политик, депутат по Сфатул Цэрий.

## Биография
Был крестьянином с левыми взглядами, членом Социалистическо-революционной партии. В 1916 году мобилизован в русскую армию. В 1917 году стал членом Сфатул Цэрий. Также был лидером Конгресса молдавских крестьян.
С наступлением румынских войск в Бессарабии стал активным противником румынского вторжения, сторонником Советской власти и отделения своей родины от Румынии. Заявил: «Единственное средство освободить наш дорогой край — выгнать в 24 часа румын, не жалея жизней своих, встать как один за поруганную румынами нашу свободу, добытую борьбой и кровью наших братьев».
В январе 1918 года был арестован и казнён румынскими оккупационными войсками.